# Empoisonnement des puits

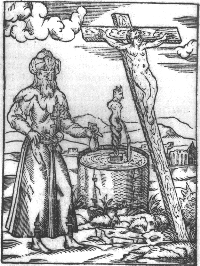
Image médiévale montrant un juif empoisonnant un puits et causant la peste noire, tout en procédant à un « meurtre rituel ».

L'empoisonnement de puits est un acte de manipulation malveillante des sources d'eau potable, afin de causer la mort ou la maladie, ou d'empêcher un adversaire d'accéder à des ressources d'eau potable. Cette accusation peut aussi être infondée et avoir de lourdes répercussions. 

## Présentation
Historiquement documentée comme une stratégie en temps de guerre depuis l'Antiquité, l'empoisonnement des puits a été utilisé à la fois de manière offensive (comme une tactique de terreur pour perturber et dépeupler une zone cible) et défensive (comme une « tactique de la terre brûlée » pour empêcher une armée d'envahisseurs de s'approvisionner en eau potable), en utilisant des carcasses d'animaux ou des matières fécales. 
Aussi, cette accusation fondée et parfois infondée conduisait-elle à des actes de « vengeance » violente contre la partie accusée.
- L'accusation d'empoisonnement des puits contre les Juifs fut l'un des stéréotypes les plus souvent perpétrées contre eux (avec celles de profanation d'hosties et de « meurtre rituel ») en Europe au cours du Moyen Âge et après[1]. Bien que les Juifs aient été eux-mêmes touchés par les épidémies (notamment de peste noire) dans leurs ghettos, cette accusation antijudaïque jamais fondée a conduit à une persécution à grande échelle, des tortures et à des pogroms contre cette communauté ainsi accusée, avec des milliers de Juifs brûlés sur le bûcher ou dans leurs synagogues et maisons privées ensuite incendiées, voire des expulsions[2]. A ces occasions, toutes les dettes dues aux Juifs étaient automatiquement effacées et les gages et lettres de crédit qu'ils possédaient étaient rendus à leurs débiteurs[3],[4],[1]. L'historien italien Carlo Ginzburg parle de « l’obsession du complot […] [qui] s’était sédimentée dans la mentalité populaire »[5]  L'accusation d'empoisonnement des puits figure le cas classique de la théorie du complot juif.

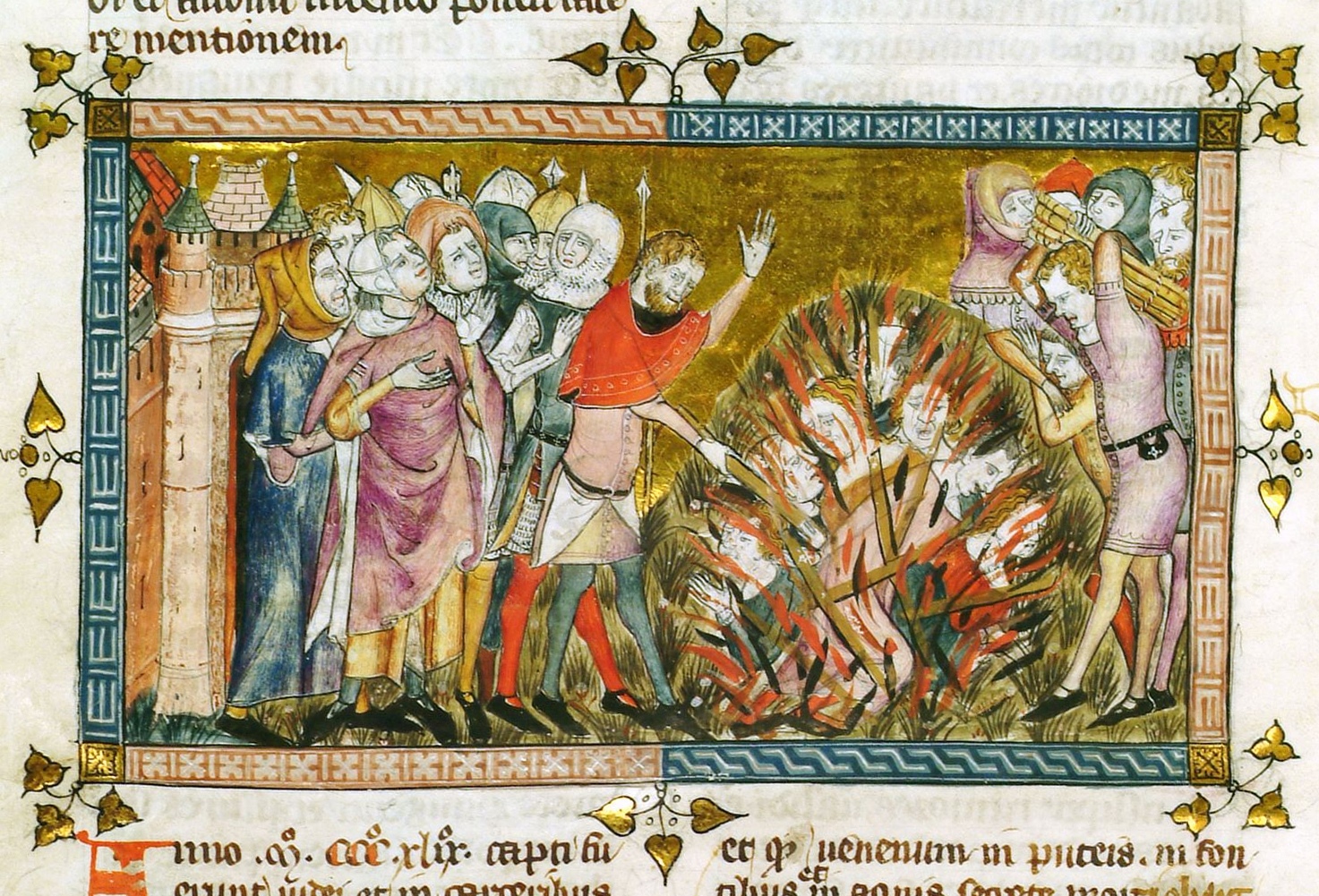
Bûcher de Juifs vivants hors des murs de la ville de Tournai en Belgique (vers 1353)
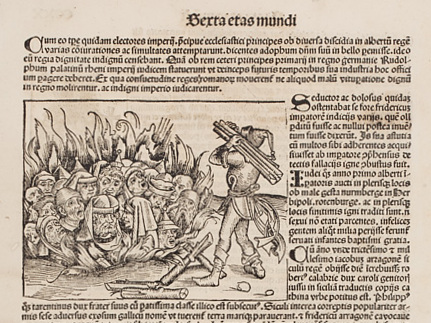
Bûcher de Juifs accusés d'avoir empoisonné des puits et propagé la peste noire, Chroniques de Nuremberg (1493)
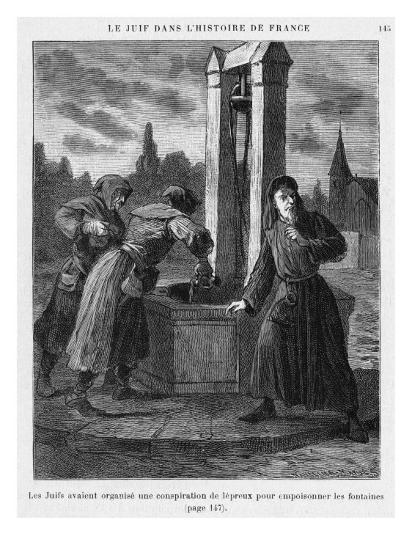
Un Juif incitant deux lépreux à empoisonner un puits, représentant le prétendu « complot des lépreux » de 1321,La France juive (1885)

- L'empoisonnement des puits a été utilisé comme une tactique importante de la « terre brûlée », au moins depuis l'époque médiévale. En 1462, par exemple, le prince Vlad III l'Empaleur de Valachie a utilisé cette méthode pour retarder sa poursuite des adversaires ottomans. En se retirant à travers la Bulgarie sous contrôle turc, à travers le Danube avec un retour à la capitale de la Valachie la même année, l'armée de Vlad a utilisé l'empoisonnement des puits et des sources d'eau, ainsi que d'autres tactiques de la « terre brûlée » en route vers son pays des deux côtés du Danube, ce qui signifie qu'il a délibérément pollué les approvisionnements en eau de ses compatriotes roumains même au prix de leur vie si cela ralentissait ses ennemis musulmans.
- Lors de la Première Guerre mondiale, les forces allemandes ont empoisonné des puits en France dans le cadre de l'opération Alberich[6].
- Une accusation d'empoisonnement de puits est également portée envers les Coréens vivant au Japon, à la suite du grand tremblement de terre de Kantō de 1923. Ces accusations n'étaient pas fondées mais menèrent à des violences exercées contre cette minorité.
- Les forces militaires du Yishouv puis de l'État d'Israël ont eu recours à une stratégie de guerre biologique, en violation du Protocole de Genève de 1925 interdisant l'utilisation d'agents chimiques et biologiques dans les conflits, d'empoisonnement des puits des villages palestiniens, et ceux utilisés par les armées arabes pendant la guerre israélo-arabe de 1948. Lorsque deux agents infiltrés engagés dans l'empoisonnement de puits à Gaza ont été capturés par les forces égyptiennes, l'Égypte a porté plainte auprès des Nations unies, en mai 1948[7].
- Au cours du XXe siècle, pendant la guerre d'Hiver, les Finlandais ont rendu les puits inutilisables en y jetant des carcasses d'animaux ou des excréments afin de combattre passivement les forces soviétiques envahissantes[8].
- À la fin du XXe siècle, des accusations d'empoisonnement de puits sont portées contre les Serbes, notamment en relation avec l'empoisonnement des Albanais du Kosovo[9],[10]. Il existe aussi des accusations d'empoisonnement dans le cadre du massacre de Srebrenica[11].
- En juin 2016, à la suite de la seule accusation par un Israélien pro-palestinien de l'empoisonnement du réseau de distribution d'eau d'un village palestinien par des colons israéliens, l'agence de presse officielle turque accuse[12] à son tour le président du « Conseil des rabbins de Cisjordanie » d'en avoir donné l'autorisation juridique religieuse. Le ministère palestinien des affaires étrangères relaie ce qu'il présente comme « un appel (du rabbin) à l’empoisonnement de l'eau et demande son arrestation », tout en condamnant le silence de la communauté internationale sur la question[13]. Plusieurs observateurs ne parviennent pourtant pas à identifier ni le rabbin ni le « Conseil des rabbins de Cisjordanie » mais l'agence de presse palestinienne officielle reprend aussi l’allégation pour la diffuser[14]. Un quotidien de Dubaï (EAI) publie aussi cette information[15],[16]. Cependant, dans un discours devant le Parlement de l'Union Européenne à Bruxelles, Mahmoud Abbas, président de l'Autorité palestinienne, dénonce les « incitation[s] à la violence contre les Palestiniens (en) »[17], en  rapportant ces accusations selon lesquelles des rabbins voudraient empoisonner les puits palestiniens et conduire au « génocide des Palestiniens »[18] - discours à la suite duquel une standing ovation bruxelloise lui est offerte[19],[20]. Alors qu'Israël crie à la calomnie[17],[21], la fausse information est diffusée en France par l’association militante CAPJPO-Europalestine et par notamment des sites d'information musulmans[22]. Le même mois, le bureau du président palestinien se reprend et publie un communiqué démentissant cette rumeur, en précisant que le président Abbas « n’avait pas pour intention de s’en prendre au judaïsme ou de blesser le peuple juif à travers le monde »[23].
- Relevant de la théorie du « complot juif », des allégations d'« empoisonnement de puits » liées à l'antisémitisme ont également émergé dans « les années 1980 et 1990 dans la propagande radicale nationaliste arabe et fondamentaliste musulmane qui accusait les Juifs de propager le SIDA et d'autres maladies infectieuses »[24]. Il s'agit donc d'une modernisation de l'accusation originale (et toujours pour propager des épidémies). Le même type d'accusation s'est retrouvé dans le discours antisémite sur les épidémies et pandémies modernes des années 2000 telles que la grippe porcine, Ebola, la grippe aviaire, le SRAS ou le COVID-19[25],[24]. Ce vieux mythe d'empoisonnement des puits par les Juifs est régulièrement réactivé structurellement en les dépeignant comme des causes présumées de maladies et en même temps des profiteurs de la situation, faisant d'eux des boucs émissaires « afin de fournir une explication simple à des problèmes complexes ou difficiles à comprendre »[25].

## Au sens métaphorique
L'empoisonnement du puits est une figure de style de type argumentum ad personam qui consiste à donner de l'information négative (vraie ou fausse) à propos d'un adversaire pour le discréditer en rendant douteux par association tout ce qu'il dit, même si cela n'a aucun lien avec l'information négative préalablement fournie (a fortiori si elle est fausse).